# Kazańska Ikona Matki Bożej
Matka Boska Kazańska – jedna z najbardziej czczonych ikon w Rosyjskiej Cerkwi Prawosławnej. 

## Historia
Powstanie i kult Kazańskiej Ikony Matki Bożej sięga XVI wieku. W 1579 roku, po wielkim pożarze w Kazaniu dziewięcioletniej dziewczynce, Matronie Onuczinej, we śnie ukazała się Matka Boska i wskazała miejsce, gdzie znajduje się jej ikona. Zgodnie z tymi wskazówkami ikonę znaleziono na popielisku, przykrytą metrową warstwą popiołu i gruzu. W następnych latach w tym miejscu powstał żeński klasztor, w którym pierwszą zakonnicą, a następnie przeoryszą, została Matrona Onuczina (imię zakonne Marta).
W 1612 r., w czasie wojny polsko-rosyjskiej, Kazańska Ikona Matki Bożej przybyła do stolicy wraz z pospolitym ruszeniem z Niżnego Nowogrodu. W niedzielę 22 października z miasta wypędzono oddziały polskie, a żołnierze z cudowną ikoną udali się na Kreml. W 1633 r. ikonę umieszczono w moskiewskim soborze Kazańskiej Ikony Matki Bożej. W 1721 roku z polecenia cara Piotra I ikonę tę (lub jej kopię) przeniesiono do Petersburga, gdzie zajęła ostatecznie poczesne miejsce w zbudowanym w 1811 r. soborze Kazańskiej Ikony Matki Bożej, głównej świątyni monasteru na miejscu jej odnalezienia. Natomiast w roku 1904 została skradziona i zaginęła bez wieści. Pojawiła się później na czarnym rynku, gdzie zakupił ją John Haffert, Amerykanin, założyciel Błękitnej Armii Fatimskiej i autor wielu publikacji, w tym tłumacz znaczącej książki o Akita, pt. „Łzy i przesłanie Maryi”. Haffert skonstruował w Fatimie kaplicę dla przechowywania kosztownej ikony. Potem zaś ofiarował ją Janowi Pawłowi II, aby ten zwrócił ją prawosławnym. W 2004 została przekazana Rosyjskiej Cerkwi Prawosławnej przez wysłannika papieża Jana Pawła II, kardynała Waltera Kaspera. Według niektórych opinii jest to jednak kopia, a nie oryginał.